# Maxonalândia Oriental
A Maxonalândia Oriental ou Maxonalândia Este (em inglês: Mashonaland East), também grafada Mashonalândia Este ou Mashonaland Este, é uma província do Zimbábue. Sua capital é a cidade de Marondera.

## Distritos
- Chikomba
- Goromonzi
- Marondera
- Mudzi
- Mutoko
- Murehwa
- Seke
- UMP
- Wedza